# Nikita Denise
Denisa Balážová (25 de juliol de 1976, Brno, Txecoslovàquia), més coneguda pel seu nom artístic Nikita Denise, és una actriu porno txeca.
Denisa Balážová es va traslladar des de la República Txeca als Estats Units quan tenia 19 anys en 1995. Va començar a treballar com a ballarina i va realitzar pel·lícules eròtiques fins que es va introduir en la indústria del cinema X. Ha participat en més de 320 pel·lícules i ha rebut diversos premis de la indústria del cinema X, inclòs el premi AVN a la millor actriu de l'any en 2002. Ha compartit rodatge amb actrius com Jewel De Nyle i Jenna Jameson.
En 2006, va debutar com a directora amb el film Nikita's Extreme Idols. Aquesta pel·lícula també va suposar el seu retorn com a actriu després de més d'un any sense rodar.
El 24 de juliol de 2006 va aparèixer en Inside the Porn Actor's Studio presentat per Richard Christy, una paròdia de la versió Inside the Actor's Studio.
En 2010 Nikita Denise va tornar al porno fent vídeos per a llocs web com naughtyamerica.com mostrant la seva nova figura amb alguns kg de més, bust nou i 7 tatuatges.

## Premis[calcitació]
- Guanyadora del Premi AVN, actriu de l'Any (2002)
- Guanyadora del Premi AVN, millor escena sexual en grup – Succubus (2002)
- Guanyadora del Premi AVN, millor All-Girl Sex Scene – I Dream of Jenna (2003)
- Guanyadora del Premi AVN, millor Couples Sex Scene – Vampyres 2, The (2003)

## Aparició en televisió[calcitació]
- Howard Stern (6 d'agost de 2002)